# Angst isst Seele auf
Angst isst Seele auf ist ein Film von Shahbaz Noshir mit Pierre Sanoussi-Bliss und Brigitte Mira aus dem Jahr 2002. Der Kurzfilm basiert auf einem gemeinsam mit Yılmaz Arslan verfassten Drehbuch.

## Inhalt
Der dunkelhäutige Mulu wird auf der Straße von einer Gruppe Rechtsextremer angepöbelt und schließlich zusammengeschlagen. Vorübergehende Passanten greifen nicht ein. Die Polizei beendet schließlich das Drama. So schafft es Mulu noch rechtzeitig in das Theater: Er ist Schauspieler und soll an dem Abend die Hauptrolle in Angst essen Seele auf nach Rainer Werner Fassbinder spielen.

## Filmische Mittel
Der Film ist mit der subjektiven Kamera aus Sicht des Opfers des fremdenfeindlichen Übergriffs gedreht.

## Dies und das
Die Filmhandlung folgt einer wahren Begebenheit in der Kleinstadt Meiningen. Die Besetzung von Brigitte Mira für die Rolle der Emmi ist eine Hommage an den Fassbinderfilm Angst essen Seele auf, an dessen Theaterfassung der Protagonist mitwirkt. Der zentrale Rechtsextreme in dem Film wird von einem deutschtürkischen Schauspieler, Selim Dursun, dargestellt. Auch einer der beiden zur Hilfe eilenden deutschen Polizisten ist türkischer Abstammung. Der Hauptdarsteller Pierre Sanoussi-Bliss ist als Nachfolger von Charles M. Huber in der Fernsehreihe Der Alte bekannt.

## Auszeichnungen
Beim Max-Ophüls-Preis war Angst isst Seele auf 2003 nominiert als „Bester Kurzfilm“. Bereits 2002 hatte der Film das Prädikat „Besonders wertvoll“ der Filmbewertungsstelle Wiesbaden erhalten. Der Film lief auf internationalen Festivals und fand auf der DVD-Edition von Angst essen Seele auf weltweite Verbreitung.